# Fernando de Andrade Pires de Lima
Fernando de Andrade Pires de Lima GCC • GCSE • CvIP (Santo Tirso, Santo Tirso, 20 de Setembro de 1906 — Santo Tirso, Santo Tirso, 4 de Setembro de 1970) foi um professor de Direito na Universidade de Coimbra, na qual se doutorou em 1930, e político durante o Estado Novo. Entre outras funções de relevo, foi Ministro da Educação Nacional (4 de Fevereiro de 1947 a 7 de Julho de 1955), Ministro da Justiça (interino, de 31 de Maio a 30 de Julho de 1955) e procurador à Câmara Corporativa.

## Biografia
Os de Lima são descendentes por linha feminina de D. Leonel de Lima, 1.° Visconde de Vila Nova de Cerveira, e de sua mulher D. Filipa da Cunha.
Na pasta da educação, deu novo impulso ao ensino técnico, promoveu uma campanha contra o analfabetismo e o aumentou o apoio oficial concedido ao ensino das Belas Artes, mas a sua acção política ficou marcada pela expulsão, a 18 de Junho de 1947, de 26 professores universitários conhecidos pelas suas ideias democráticas. Na sua carreira académica, foi um reputado civilista, assumindo uma posição de destaque no movimento da jurisprudência dos conceitos e no processo que esteve na génese do Código Civil Português de 1966.
A 26 de Junho de 1940 foi feito Cavaleiro da Ordem da Instrução Pública, a 1 de Agosto de 1953 foi agraciado com a Grã-Cruz da Ordem Militar de Nosso Senhor Jesus Cristo e a 8 de Fevereiro de 1967 foi agraciado com a Grã-Cruz da Antiga, Nobilíssima e Esclarecida Ordem Militar de Sant'Iago da Espada, do Mérito Científico, Literário e Artístico. A 28 de Outubro de 1949 foi feito Excelentíssimo Senhor Grã-Cruz da Real Ordem de Isabel a Católica de Espanha.